# Enumerator
En enumerator er en variant af en Turingmaskine. Løst defineret svarer det til en Turingmaskine hvortil en printer er tilsluttet. Sproget der enumereres af enumeratoren er samlingen af alle de strenge, som udskrives. Strengene der udskrives kan komme i vilkårlig rækkefølge og gentagelser er muligt.
| Naturvidenskab | Spire Denne naturvidenskabsartikel er en spire som bør udbygges. Du er velkommen til at hjælpe Wikipedia ved at udvide den. |